# Litobothrium amsichensis
A Litobothrium amsichensis a galandférgek (Cestoda) osztályának Litobothriidea rendjébe, ezen belül a Litobothriidae családjába tartozó faj.

## Tudnivalók
A Litobothrium amsichensis tengeri élőlény, amely a fura megjelenésű koboldcápa (Mitsukurina owstoni) egyik fő belső élősködője. Az első példányt ausztráliai Ulladulla (Shoalhaven kistérség, Új-Dél-Wales  állam) vizeiben (d. sz. 35° 39′, k. h. 150° 43′35.650000°S 150.716667°E) kifogott 190 kilogrammos hím koboldcápa módosult csípőbelében találták meg, egy másik galandféreg, az úgynevezett Marsupiobothrium gobelinus mellett. A fajt a leírók az Australian Museum in Sydney (AMS) Ichthyology Section (ich) tiszteletére nevezték el.

### Fordítás
- Ez a szócikk részben vagy egészben  a   Litobothrium amsichensis című angol Wikipédia-szócikk ezen változatának fordításán alapul.  Az eredeti cikk szerkesztőit annak laptörténete sorolja fel. Ez a jelzés csupán a megfogalmazás eredetét és a szerzői jogokat jelzi, nem szolgál a cikkben szereplő információk forrásmegjelöléseként.